# Benedikt Hahn
Benedikt Hahn (* 3. April 1984 in Herten)
ist ein deutscher Schauspieler, Sprecher und Moderator.

## Leben
Benedikt Hahn absolvierte seine Ausbildung zum Schauspieler an der Arturo Schauspielschule in Köln. Zuvor besuchte er die Journalistenschule Haus Busch in Hagen und absolvierte ein Volontariat in der Pressestelle der Stadt Herten. Von 2012 bis 2013 war er Ensemblemitglied und Co-Autor der alternativen Karnevalsveranstaltung Geierabend, welche auch im WDR Fernsehen zu sehen war. Neben verschiedenen Engagements in Film und Fernsehen ist er als Moderator und Sprecher tätig. Er ist in der Audiodeskription von Live-Veranstaltungen wie den Olympischen Sommerspielen 2016, dem ZDF-Fernsehgarten und The Masked Singer zu hören und lieh der Titelrolle in dem Animationsfilm Elliot – Das kleinste Rentier, welcher 2020 für den Deutschen Synchronpreis nominiert war, seine Stimme.

## Rollen

### Film und Fernsehen
- 2014: Seine Spur (Abschlussfilm Andreas Kaufmann, FH Mainz)
- 2015: Alles was zählt
- 2015: Club der roten Bänder
- 2016: Lifelines
- 2018: Verstehen Sie Spaß?
- 2018: True Story
- 2018: Neo Magazin Royale
- 2019–2020: Mann, Sieber!

### Web
- 2016: Zoo ohne Tiere, Rottland Film (YouTube)
- 2016–2017: Gute Arbeit Originals, btf (funk)
- 2017: Die Autoren, Rottland Film (YouTube)
- 2018: Deborah, Rottland Film (YouTube)

### Theater
- 2012–2013: Geierabend (Theater Fletch Bizzel)
- 2013–2014: Mendy das Wusical (Theater im Bauturm Köln)
- 2013–2014: Kabale & Liebe (DramaTISCH Köln)
- 2013–2014: An der Arche um acht (KRESCHtheater Krefeld)
- 2014–2015: HOTEL SÜDWALL – Improvisierte Fortsetzungsgeschichte (KRESCHtheater Krefeld)
- 2015–2016: Hab ich dir eigentlich schon erzählt... (KRESCHtheater Krefeld)

### Synchronisation/Sprecher
- 2010: Kennst du schon Ken?, SWR2 (Hörspiel)
- 2015: Krimi am Samstag – Ein Freund des Verblichenen, WDR 5 (Hörspiel)
- 2017–2018: Ghost Rockers, SKY Junior (Synchronisation)
- 2018: Pete the Cat, Amazon Prime (Synchronisation)
- 2018: Elliot – Das kleinste Rentier (Synchronisation)
- 2019: ttt – titel, thesen, temperamente, WDR (Kommentarstimme)
- 2019: Call the Midwife, BBC (Synchronisation)
- 2020: Metropolis, Arte (Kommentarstimme)
- 2023: Ein Funken Hoffnung – Anne Franks Helferin (Synchronisation)

### Audiodeskription
- seit 2015: ZDF-Fernsehgarten, ZDF/Audio2 (Live-Audiodeskription)
- 2016: Spiel für dein Land, ARD/ORF/SRF/Audio2 (Live-Audiodeskription)
- 2016: Olympische Sommerspiele, ARD/ZDF/Audio2 (Live-Audiodeskription)
- seit 2019: The Masked Singer, ProSieben/Audio2 (Live-Audiodeskription)
- 2019: Die Goldene Kamera, ZDF/Audio2 (Live-Audiodeskription)
- 2021: Wetten, dass..?, ARD/ORF/SRF/Audio2 (Live-Audiodeskription)

## Auszeichnungen
- Deutscher Synchronpreis 2020 (Nominiert in der Kategorie „Bester Animationsfilm“ für „Elliot - Das kleineste Rentier“)[4]
- Webvideopreis 2018 mit „Deborah“[5]
- Hörspielpreis „Premiere im Netz“ bei radio.ARD.de 2010 mit „Kennst du schon Ken?“[6]
- Hertener Bürgerpreis für Kultur 2007 mit dem Stadtkabarett Herten „Jetz ma ehrlich!“[7]